# Croix de Mi-lieue
La croix de Mi-lieue est une croix monumentale isolée au centre de la grève de Saint-Michel, sur l'estran des communes de Plestin-les-Grèves et Saint-Michel-en-Grève, dans les Côtes-d'Armor, en France. Elle est recouverte par la mer à chaque marée haute.

## Caractéristiques
L'édifice est une croix monolithe en granite de Guerlesquin d'environ 2 m de haut sur 1 m de large. Elle est érigée sur un socle en granite au milieu de la grève de Saint-Michel, une vaste étendue de sable sur la côte costarmoricaine, au niveau des communes de Plestin-les-Grèves et Saint-Michel-en-Grève, distante du rivage de près de 800 m. La croix est donc quasiment dégagée à marée basse, mais intégralement recouverte d'eau à marée haute : recouverte d'algues et de moules, son emplacement est donc signalé par plusieurs bouées.

## Histoire
L'époque de construction de la croix d'origine n'est pas connue ; on suppose qu'elle servait de repère pour les personnes traversant à pied la baie. En août 1944, la croix est détruite lors de la libération de la Bretagne, sans qu'on sache si les responsables sont les armées allemandes en retraite ou américaines en plein débarquement. La croix est alors perdue.
La croix actuelle est inaugurée le 9 mai 1993. Sculptée à l'identique par Ernest Le Morvan, elle est placée sur un socle de granite, seul vestige subsistant de la croix précédente.